# Vilabuly
Viraboury (có khi viết là Vilabuly hoặc Vilabouli) là một huyện (muang, mường) thuộc tỉnh Savannakhet ở Nam Lào.